# Rushen
Rushen (manx: Rosien) är en parish i Isle of Man. Den ligger på den sydvästra spetsen av Isle of Man, 22 km sydväst om huvudstaden Douglas. Antalet invånare är 1 629.. De största orterna på denna del av Isle of Man är Port Erin och Port St Mary. Dessa är dock självständiga distrikt och Rushen ligger såväl norr som söder om dessa orter. I själva Rushen är den största byn Cregneash.